# وادي الاقطع (العبدية)

تعديل مصدري - تعديل

وادي الاقطع هي إحدى قرى عزلة ال الثابثي بمديرية العبدية التابعة لمحافظة مأرب، بلغ تعداد سكانها 194 نسمة حسب تعداد اليمن لعام 2004.